# Victor Gunnarsson
Åke Lennart Victor Gunnarsson, född 31 mars 1953 i Jämjö i Blekinge, död 4 december 1993 i Deep Gap i Watauga County i North Carolina, var en svensk man som var misstänkt för mordet på Olof Palme 1986. Han mördades senare själv i den amerikanska delstaten North Carolina av Lamont C. Underwood, en före detta polis.

## Mordet på Olof Palme
Gunnarsson, av medierna kallad "33-åringen", misstänktes för mordet på Olof Palme, som begicks 28 februari 1986. Han togs in för förhör en första gång 8 mars men frigavs samma kväll. Ett nytt förhör hölls 12 mars, och 17 mars beslöt åklagaren att begära honom häktad. Häktningsframställningen återkallades dock 19 mars och Gunnarsson försattes på fri fot.
Gunnarsson hade kopplingar till olika extrema grupperingar, såsom Europeiska Arbetarpartiet. Han hade skrivit under ett upprop som denna grupp hade samlat in underskrifter till på gatan i Stockholm. Flygblad från partiet som innehöll Palmefientliga budskap påträffades också i hans bostad utanför Stockholm.
Indicierna försvagades, bland annat efter omvärdering av ett vittnesmål, men Gunnarsson var även senare periodvis föremål för telefonavlyssning. Han lämnade Sverige hösten 1986 och bosatte sig i USA där han levde enkelt och livnärde sig på bland annat sjukbidrag från Sverige och på ströjobb.
1988 utkom boken Jag och Palmemordet som Gunnarsson, under pseudonymen "33-åringen" och tillsammans med författaren Jan-Olof Ekholm, skrivit om sin tid som huvudmisstänkt i Palmemordet. Gunnarsson, mordet och hans liv fram till sin egen död skildras i romanform i Stefan Lindbergs bok Nätterna på Mon Cheri som gavs ut 2016. Boken beskrivs av förlaget som "en genresprängande roman som gör dikt av den ständigt svällande Palmeutredningen. Till lika delar thriller, essä och dokumentärroman tecknar den ett porträtt av en människa som obarmhärtigt och oundvikligt dras mot händelsernas centrum."

## Död
Dagen före julafton 1993 rapporterades Gunnarsson som försvunnen sedan flera veckor, och i mitten av januari 1994 hittades hans nästan helt nakna kropp i skogsområdet Deep Gap cirka 30 mil från hans lägenhet i Salisbury, North Carolina. Han hade skjutits två gånger i huvudet med ett finkalibrigt skjutvapen. Dödstillfället kunde senare fastställas till någon gång mellan 3 och 4 december 1993.
En rättegång inleddes i juni 1997 mot Lamont C. Underwood, en före detta polis, som senare fälldes för mordet på Gunnarsson och dömdes att avtjäna livstids fängelsestraff plus 40 år på ett fängelse i North Carolina. Motivet uppges ha varit ett svartsjukedrama.
Domen ifrågasattes av L C Underwood, som menade att han var oskyldig. Efter att flera journalister, en medborgarrättsorganisation samt privatspanaren i Palmemordet Anders Leopold engagerat sig i fallet och hävdat att domen byggde på bristfälligt bevismaterial, så beviljades en utredning för resning. Utredningen om resning gällde om L C Underwoods advokater misskött sig och rättegången därför skulle tas om, men utfallet 2011 blev att resning inte beviljades.
Lamont C. Underwood avled i fängelset av naturliga orsaker den 23 december 2018  i en ålder av 67 år.